# Alacska
Alacska ist eine Gemeinde im Kreis Kazincbarcika im Komitat Borsod-Abaúj-Zemplén.

## Geografische Lage
Alacska liegt in Nordungarn, 25 Kilometer nördlich des Komitatssitzes Miskolc, an dem kleinen Fluss Alacska-patak. Die nächste Stadt Sajószentpéter befindet sich vier Kilometer östlich von Alacska.

## Söhne und Töchter der Gemeinde
- József Gelei (1754–1838), Schriftsteller

## Sehenswürdigkeiten
- Grabmal von Miklós Ödön Miklósvári (Miklósvári Miklós Ödön síremléke)
- Heimatgeschichtliche Sammlung (Helytörténeti gyűjtemény)
- Reformierte Kirche, erbaut 1762–1771 (Barock)
- Schloss Miklós Miklósvári (Miklósvári Miklós kastély)

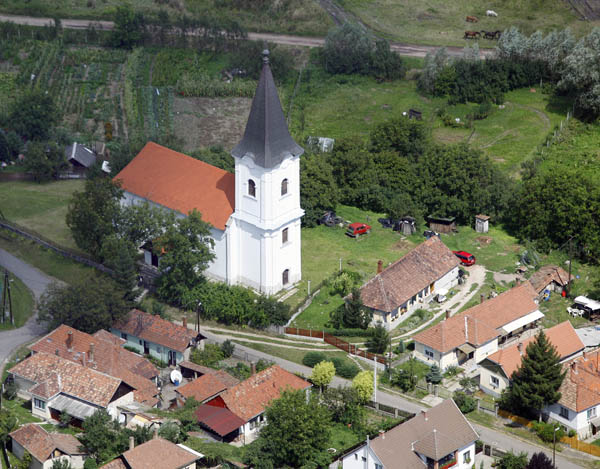
Reformierte Kirche
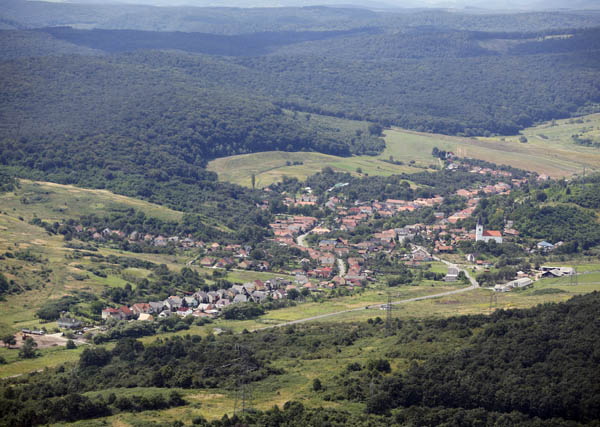
Luftbild von Alacska

## Verkehr
Alacska ist nur über die Nebenstraße Nr. 25129 zu erreichen. Der nächstgelegene Bahnhof befindet sich in Sajószentpéter.